# 餓えた太陽
「餓えた太陽」（うえたたいよう）は、日本のヴィジュアル系ロックバンド・Janne Da Arcの16作目のシングル。

## 概要
- 前作「Rainy〜愛の調べ〜」から約3ヶ月ぶり、アルバム『SINGLES』からの先行シングル。
- 今作のみ共同サウンドプロデューサーにCHOKKAKUを迎えて制作された。
- 表題曲は唯一のオリジナルアルバム未収録で、「マリアの爪痕」以来のノンタイアップとなった。
- オリコンチャート初登場7位を獲得。「霞ゆく空背にして」以来2作ぶりにトップ10入りを果たした。

## 収録曲
1. 餓えた太陽 [4:17]
作詞・作曲：yasu
編曲：Janne Da Arc、CHOKKAKU
2. MEDICAL BODY
作詞：yasu
作曲：kiyo
編曲：Janne Da Arc、CHOKKAKU

## 参加ミュージシャン
Janne Da Arc
- yasu：Vocal
- you：Guitar
- ka-yu：Bass
- kiyo：Keyboards
- shuji：Drums

## 収録アルバム
- ANOTHER SINGLES (#2)
- SINGLES (#1)